# Wieża sił
Wieża sił - masywny i wysoki filar wbudowany w zewnętrzną ścianę nawy bocznej bazylikowych kościołów gotyckich. Filar jest elementem systemu przyporowego przejmującym siły skośne z węzłów sklepień nawy głównej, które przenoszone są za pośrednictwem łęków przyporowych nad dachami naw bocznych.